# Paraptenodytes
El género Paraptenodytes fue acuñado por Florentino Ameghino en 1891 para designar a los especímenes fósiles originalmente descritos por François Moreno y Alcide Mercerat como Palaeospheniscus antarcticus. La especie tipo del género corresponde a Paraptenodytes antarcticus, cuyo holotipo (MLP 20-2, 20-4, 20-6) se encuentra depositado en el Museo de La Plata, Argentina y proceden de la Formación Monte León (Mioceno temprano). En 1946, George Gaylord Simpson describió un nuevo espécimen de la especie tipo (AMNH 3338), el cual incluía parte del cráneo y postcráneo asociados. Este hallazgo fue durante años el esqueleto de pingüino fósil más completo conocido y en el único con cráneo asociado hasta la descripción de Marplesiornis en 1960.
Existe una segunda especie descrita para el género, Paraptenodytes robustus, referido a la Formación San Julián (Eoceno-Oligoceno) y cuyo holotipo (NH A/591) se encuentra depositado en el Natural History Museum de Londres, Inglaterra.
Los análisis filogenéticos recientes sugieren que Paraptenodytes se encuentra más próximo a los pingüinos vivientes que a los pingüinos gigantes del Paleógeno.
La diagnosis enmendada del género (sensus Acosta-Hospitaleche 2004) incluye las siguientes características: Para el tarsometatarso; metatarsales inclinados distalmente hacia la parte medial, sulcus longitudinalis dorsalis poco profundos, fossae infracotylaris dorsalis medialis y lateralis ausentes, la extensión cranial de la tróclea para el dígito IV es mayor a la de los dígitos II y III, hipotarso con dos cristae intermediae hypotarsi paralelas entre sí, una cristae medialis hypotarsi proximal al foramen vasculare proximale mediale y oblicua a las anteriores. Para el húmero; diáfisis recta, con un angulus preaxialis muy pequeño o ausente, mientras que es muy grande en Arthrodytes, condylus ventralis y dorsalis redondeados a diferencia de los de Arthrodytes que son alargados y longitud total entre 90 y 150 mm.